# بين شتال
بين شتال (بالإنجليزية: Ben Stahl)‏ هو فنان وكاتب أمريكي، ولد في 7 سبتمبر 1910 في شيكاغو في الولايات المتحدة، وتوفي في 19 أكتوبر 1987.